# Cariofil·lals
Les cariofil·lals (Caryophyllales) són un ordre de plantes amb flor. Molts membres són suculentes, amb tiges o fulles carnoses.
El nom d'aquest ordre pren el nom d'una espècie de clavell Dianthus caryophyllus

## APG IV
Kewaceae, Macarthuriaceae, Microteaceae, and Petiveriaceae were added in APG IV.

## APG III
Tal com es circumscriu al sistema APG III (2009), aquest ordre inclou les mateixes famílies que el sistema APG II (vegeu més avall) més les noves famílies, Limeaceae, Lophiocarpaceae, Montiaceae, Talinaceae i Anacampserotaceae.
- família Achatocarpaceae
- família Aizoaceae
- família Amaranthaceae
- família Anacampserotaceae
- família Ancistrocladaceae
- família Asteropeiaceae
- família Barbeuiaceae
- família Basellaceae
- família Cactaceae
- família Caryophyllaceae
- família Didiereaceae
- família Dioncophyllaceae
- família Droseraceae
- família Drosophyllaceae
- família Frankeniaceae
- família Gisekiaceae
- família Halophytaceae
- família Kewaceae
- família Limeaceae
- família Lophiocarpaceae
- família Macarthuriaceae
- família Microteaceae
- família Molluginaceae
- família Montiaceae
- família Nepenthaceae
- família Nyctaginaceae
- família Petiveriaceae
- família Physenaceae
- família Phytolaccaceae
- família Plumbaginaceae
- família Polygonaceae
- família Portulacaceae
- família Rhabdodendraceae
- família Sarcobataceae
- família Simmondsiaceae
- família Stegnospermataceae
- família Talinaceae
- família Tamaricaceae

## Sistema de classificació APG II
Segons el sistema APG II (2003), l'ordre de les caryofil·lals compta amb les següents famílies: 
- ordre Caryophyllales

- família Achatocarpaceae
- família Aizoaceae
- família Amaranthaceae
- família Ancistrocladaceae
- família Asteropeiaceae
- família Barbeuiaceae
- família Basellaceae
- família Cactaceae
- família Caryophyllaceae
- família Didiereaceae
- família Dioncophyllaceae
- família Droseraceae
- família Drosophyllaceae
- família Frankeniaceae
- famíliai Gisekiaceae
- família Halophytaceae
- família Molluginaceae
- família Nepenthaceae
- família Nyctaginaceae
- família Physenaceae
- família Phytolaccaceae
- família Plumbaginaceae
- família Polygonaceae
- família Portulacaceae
- família Rhabdodendraceae
- família Sarcobataceae
- família Simmondsiaceae
- família Stegnospermataceae
- família Tamaricaceae

## Sistema Cronquist

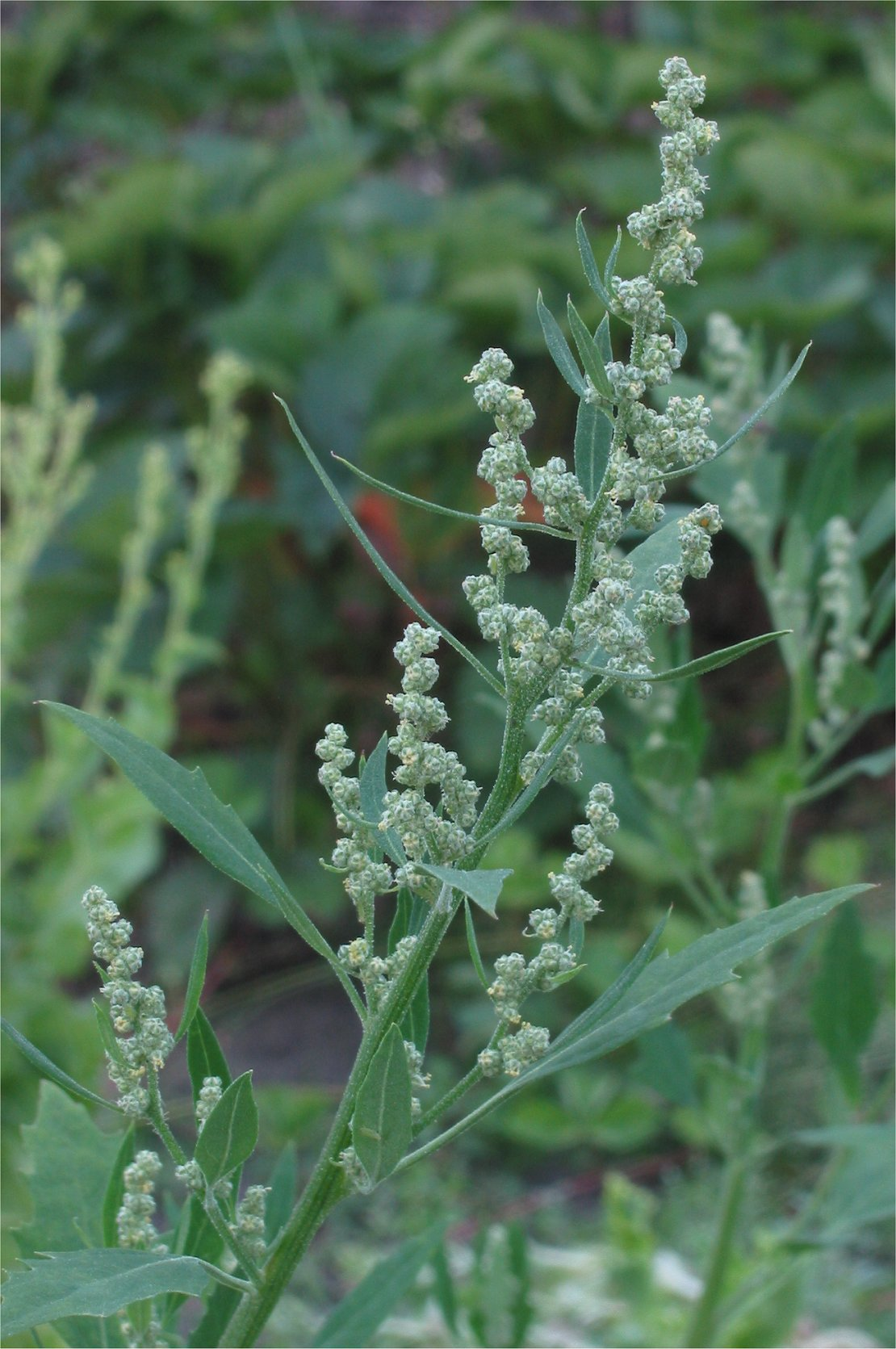
Blet blanc Chenopodium album

Segons el Sistema Cronquist (1981) l'ordre de les Caryophyllals comptava amb les següents famílies:
- ordre Caryophyllales
- : família Achatocarpaceae
- : família Aizoaceae
- : família Amaranthaceae
- : família Basellaceae
- : família Cactaceae
- : família Caryophyllaceae
- : família Chenopodiaceae
- : família Didiereaceae
- : família Nyctaginaceae
- : família Phytolaccaceae
- : família Portulacaceae
- : família Molluginaceae